# O tutto o niente (film)
O tutto o niente è un film italiano del 1968 diretto da Guido Zurli.

## Trama
Un abile pistolero soprannominato Amen, per l'abitudine di consigliare alle sue vittime di farsi il segno della croce prima di ucciderle, viene incaricato da un agente della Pinkerton, che si finge giocatore d'azzardo professionista, di recuperare un ingente somma di monete d'oro. In cambio dell'annullamento della taglia che pende sulla sua testa e di un succulento premio assicurativo, Amen dovrà affrontare Buseda e la sua feroce banda, i quali, essendosi impossessati del bottino dopo aver massacrato in un agguato la scorta militare che lo proteggeva, sono ora decisi a trasportarlo oltre il confine col Messico. Nonostante l'impresa appaia quasi disperata, il pistolero può contare sull'astuzia del finto baro e sull'infallibile mira di un altro misterioso personaggio, pronto a proteggerlo nei momenti più pericolosi.